# Église Saint-Pierre de Pressy-sous-Dondin
L'église Saint-Pierre de Pressy-sous-Dondin est une église située sur le territoire de la commune de Pressy-sous-Dondin, dans le département français de Saône-et-Loire et la région Bourgogne-Franche-Comté.

## Historique
L'église a été reconstruite dans le style néo-roman en 1857, d'après des plans de l'architecte Berthier.
L’église actuelle trouve toutefois son origine au XIe ou XIIe siècle.

## Architecture
De la construction d'origine à l'époque romane, seule la base et l’étage inférieur du clocher subsistent ; celui-ci, de plan carré, comporte un étage roman ouvert de baies jumelles en plein cintre sur chacune de ses faces. En 1882, l’architecte Pinchard dressa les plans d’une surélévation de ce clocher, et les travaux, financés par M. de Longeville, maire de la commune, furent exécutés, ajoutant un étage au beffroi, dans le style néo-roman.
La façade est ornée d’un portail néo-roman élaboré, avec un tympan sculpté représentant le Christ entouré des symboles des quatre 
Évangélistes (tétramorphe). 

## Culte
Édifice consacré du diocèse d'Autun relevant de la paroisse des Monts-du-Charolais (siège à Saint-Bonnet-de-Joux) – qui en est affectataire au titre de la loi de 1905 –, l'église de Pressy-sous-Dondin un lieu de culte catholique.